# Hieronimo Squarciafico
Hieronimo Squarciafico (fl. XV secolo) è stato un editore italiano che lavorò per l'umanista e stampatore Aldo Manuzio, il fondatore della Aldina a Venezia. Squarciafico è noto soprattutto per aver lamentato la stampa in un aforisma che riassume concisamente le preoccupazioni dei suoi contemporanei per la diffusione delle opere stampate: "L'abbondanza di libri rende gli uomini meno studiosi". Inizialmente, nel 1477, scrisse con entusiasmo delle opere che era impegnato a far stampare. Eppure, qualche anno dopo, nel 1481, Squarciafico sembrò avere una visione più scettica quando immaginò che nei Campi Elisi si svolgesse una discussione tra gli spiriti dei grandi autori del passato, in cui alcuni di loro lodavano l'arte della stampa; mentre altri lamentavano che «la stampa era caduta nelle mani di uomini illetterati, che corrompevano quasi tutto»; e altri ancora lamentavano che «le loro opere perirebbero se non fossero stampate, poiché quest'arte costringe tutti gli scrittori a cedere ad essa».
Squarciafico rimane rilevante oggi nella critica alla moderna cultura elettronica; negli ultimi tempi è stato citato, tra gli altri, dal teologo Walter J. Ong e dal critico tecnologico Nicholas G. Carr .